# لین باری
لین باری (انگلیسی: Lynn Bari; ۱۸ دسامبر ۱۹۱۳ – ۲۰ نوامبر ۱۹۸۹) یک هنرپیشه اهل ایالات متحده آمریکا بود.

## گزیده فیلمشناسی
از فیلم‌ها یا برنامه‌های تلویزیونی که وی در آن نقش داشته‌است می‌توان به آثار زیر اشاره کرد.
- زیگفلد کبیر (۱۹۳۶)
- بازگشت سیسکو کید (۱۹۳۹)
- لیلیان راسل (فیلم) (۱۹۴۰)
- کیت کارسون (فیلم) (۱۹۴۰)
- خون و شن (فیلم ۱۹۴۱) (۱۹۴۱)
- پل سن لوئیس ری (فیلم ۱۹۴۴) (۱۹۴۴)
- تامپیکو (فیلم) (۱۹۴۴)
- شوک (فیلم ۱۹۴۶) (۱۹۴۶)
- نوکتورن (فیلم) (۱۹۴۶)
- الفگو باکا (۱۹۶۲)